# 哈尔脑乡
哈尔脑乡，是中华人民共和国辽宁省朝阳市北票市下辖的一个乡镇级行政单位。

## 行政区划
哈尔脑乡下辖以下地区：
下杖子村、哈尔脑村、水库村、铧子炉村、李杖子村、小官营子村、平洼村、新亭村、刘杖子村和黄土梁村。